# Greg Norman
Gregory John Norman (Mount Isa, Australia, 10 de enero de 1955) es un golfista profesional australiano que estuvo durante 331 semanas al frente de la clasificación mundial entre los años 80 y 90. Su apodo es el de "gran tiburón blanco" o "el tiburón" en referencia a su pelo y su estilo de golf agresivo.

## Biografía

### Golf
Nació en Mount Isa, Queensland, Australia, hijo de Merv y Toini Norman. Su madre era de ascendencia finlandesa. De joven jugó al rugby y al cricket. Su madre era golfista y Norman comenzó a jugar al golf a los 16 años. Su carrera profesional empezó en el Royal Queensland Golf Club. La primera vez que ganó un torneo profesional fue en 1976, en el West Lakes Classic en The Grange, Adelaide, Australia.
Después tuvo varios éxitos en el Tour europeo y en el PGA Tour. Ganó el The Open Championship dos veces en 1986 y 1993, así como The Players en 1994. Ha tenido la oportunidad de ganar varios majors más, pero en el partido de desempate en The Masters de 1987, Larry Mize tuvo un golpe de 45 yardas que le proporcionó la victoria. En 1989, jugó muy bien los 64 hoyos en el The Open Championship, pero en el hoyo final del playoff (cuando iba ganando) tiró la bola a un búnker y fue incapaz que rescatarla, posibilitando a Mark Calcavecchia que ganara el torneo. En el Campeonato de la PGA de 1993 tuvo un golpe en el green de 12 pies para salir victorioso. Sin embargo, falló y perdió el playoff de desempate ante Paul Azinger.
Es uno de los dos jugadores que ha disputado playoffs en los cuatro majors de la temporada, junto con Craig Wood. Quizá la peor derrota ocurrió en The Masters en 1996 cuando en la ronda final perdió una diferencia de seis golpes ante Nick Faldo después de golpear el domingo 78 por los 67 golpes de Faldo. ESPN, como parte de su celebración del 25 aniversario "ESPN25", nombró la pérdida del The Masters de Norman como una de las tres desgracias más grandes de los últimos 25 años.
En 1999, todavía fue 3° en The Masters y 6° en The Open Championship pero cada vez se dedicó más a sus empresas y al diseño de campos de golf. Retornó a los 50 años en febrero de 2005, pero terminó en el 60.º puesto del The Open Championship de ese año. Sufrió lesiones en la rodilla y en la espalda y tuvo que ser operado de la rodilla en octubre de 2005 y en febrero de 2006. Sus empresas se llaman MacGregor Golf y Greg Norman Golf Course Design.
Norman ganó la Orden del mérito de Australia del PGA Tour en seis ocasiones: 1978, 1980, 1983, 1984, 1986 y 1988. Ganó la Orden del mérito del Tour europeo en 1982. Fue el primero en la lista de ganancias del PGA Tour en 1986, 1990 y 1995. Venció en el trofeo Vardon por la más baja puntuación del PGA Tour en tres ocasiones: 1989, 1990 y 1994. Fue incluido en el Salón de la Fama del golf en 2001. Terminó como primero en el ranking mundial oficial en siete ocasiones: en 1986, 1987, 1989, 1990, 1995, 1996 y 1997, y fue segundo en 1988, 1993 y 1994.
En 1986, fue galardonado con el premio a la personalidad deportiva del año, otorgado por la BBC. Este premio lo volvió a conseguir en 1993, igualando así a Muhammad Ali y Björn Borg como los únicos deportistas que lo han ganado en más de una ocasión (después se unió también Roger Federer). Asimismo recibió el premio Old Tom Morris en 2008.
En mayo de 2008, Norman jugó su tercer torneo del Champions Tour desde su retorno a los 50 años y participó en la 69.ª edición del Campeonato de la PGA senior en el Oak Hill Country Club. No había disputado regularmente competiciones de golf desde hacía varios años y terminó en 6° lugar tras el vencedor Jay Haas. Ese mismo año se casó con la leyenda del tenis Chris Evert, la cual le animó a volver al Champions Tour. Poco tiempo después y animado por su esposa disputó el The Open Championship y, tras unos días en los que fue el foco de todos los periodistas por ser el líder del torneo, en el último día falló y sólo pudo ser tercero. Al quedar entre los primeros cuatro participantes se ganó una invitación para acudir al próximo The Masters de 2009. En verano de ese mismo año abrió sus puertas el PortAventura Golf, un campo de golf donde Norman participó en el diseñó del hoyo 9 y el hoyo 18.
A partir de 2015, Norman es comentarista en las transmisiones de golf de la cadena de televisión Fox.

### Vida privada
Durante su juventud asistió al Aspley State High School en el norte de Brisbane, Queensland. Se casó con Laura Andrassy, una auxiliar de vuelo estadounidense, el 1 de julio de 1981. De este matrimonio tuvo dos hijos, Morgan Leigh y Greg. Greg estudió dirección de empresas en la Universidad de Miami y jugó con su padre en un equipo del Campeonato de Habilidades ADT del año 2008 en Aventura, Florida. La familia vive en Hobe Sound, Florida.
El 15 de marzo de 1997, el entonces presidente de los Estados Unidos, Bill Clinton, se cayó de las escaleras de la casa de Norman en Florida, por lo que tuvo que ser operado en los tendones de la rodilla. En mayo de 2006, anunció su divorcio de Laura, aunque se negó a comentar las razones del divorcio.
En septiembre de 2007, anunció que se casaría con la antigua leyenda del tenis, Chris Evert. Evert se había casado ya en dos ocasiones: con el tenista británico John Lloyd (1979-87) y con el esquiador estadounidense Andy Mill (1988–2006), con los cuales tuvo tres hijos. La pareja se prometió el 9 de diciembre de 2007, y el 28 de junio de 2008 se casaron en Las Bahamas.
Mientras estaba casado con Laura, Norman compró el yate de lujo "Aussie Rules", construido por la contructora de ferries australiana Austal/Oceanfast. Construido en aluminio, puede navegar a 15 nudos. El barco costó 70 millones de dólares y lo vendió en 2004 por una cantidad cercana a 77 millones al fundador de Blockbuster Video, Wayne Huizenga.
Norman también fue cliente de Boeing Business Jet, pero el descenso del mercado asiático afectó a su empresa de diseño de campos de golf, por lo que canceló su pedido después de actuar como embajador para Boeing.

## Major

### Victorias (2)
| Año  | Campeonato                | 54 Hoyos | Marcador              | Margen   | Finalista       |
| 1986 | The Open Championship     | +1       | E (74-63-74-69=280)   | 5 golpes | Gordon J. Brand |
| 1993 | The Open Championship (2) | -1       | -13 (66-68-69-64=267) | 2 golpes | Nick Faldo      |

### Resultados

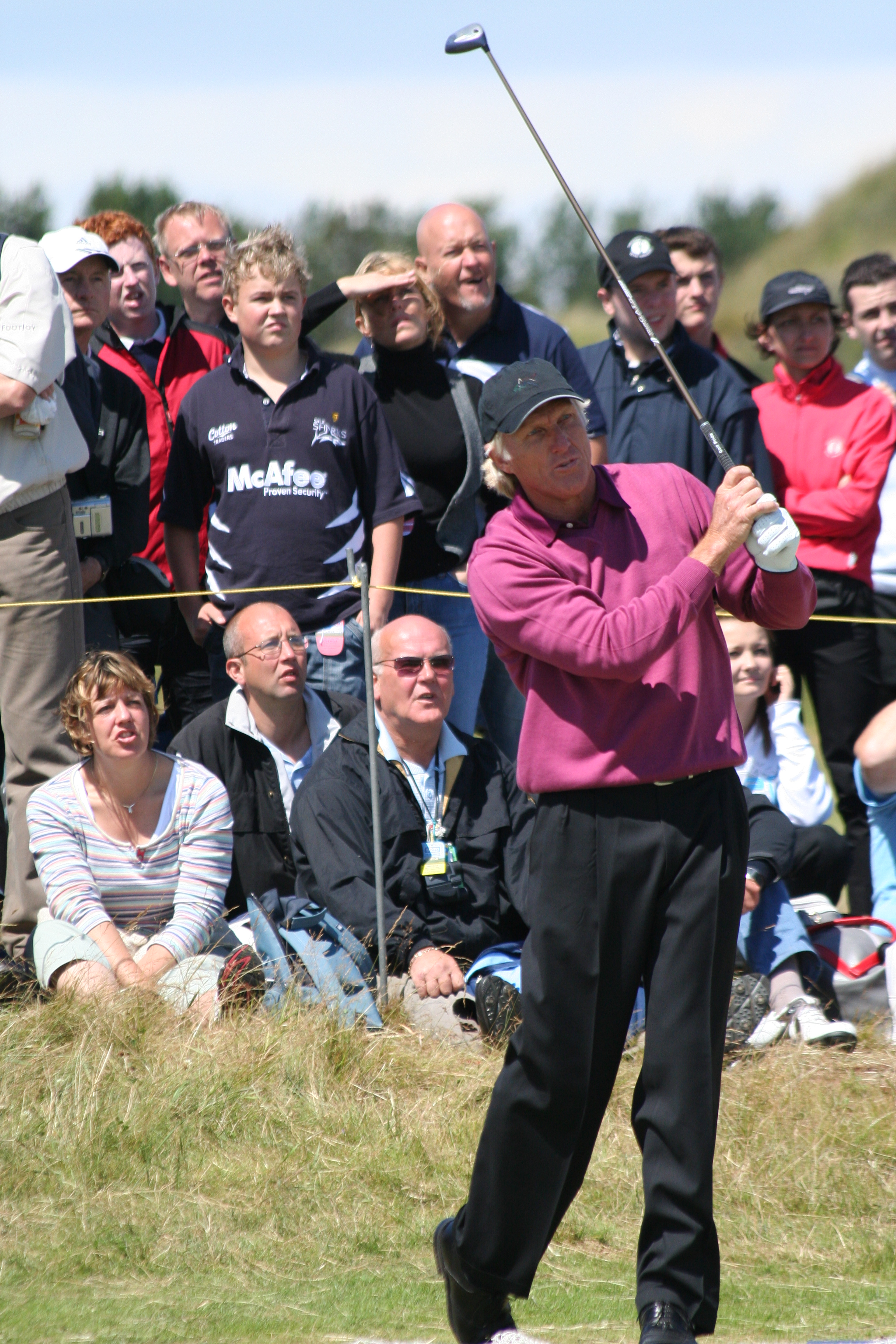
Greg Norman en 2008.

| Torneo                | 1977 | 1978 | 1979 |
| --------------------- | ---- | ---- | ---- |
| The Masters           | DNP  | DNP  | DNP  |
| U.S. Open             | DNP  | DNP  | T48  |
| The Open Championship | CUT  | T29  | T10  |
| Campeonato de la PGA  | DNP  | DNP  | DNP  |

| Torneo                | 1980 | 1981 | 1982 | 1983 | 1984 | 1985 | 1986 | 1987 | 1988 | 1989 |
| --------------------- | ---- | ---- | ---- | ---- | ---- | ---- | ---- | ---- | ---- | ---- |
| The Masters           | DNP  | 4    | T36  | T30  | T25  | T47  | T2   | T2   | T5   | T3   |
| U.S. Open             | DNP  | T33  | DNP  | T50  | 2    | T15  | T12  | T51  | WD   | T33  |
| The Open Championship | CUT  | T31  | T27  | T19  | T6   | T16  | 1    | T35  | DNP  | T2   |
| Campeonato de la PGA  | DNP  | T4   | T5   | T42  | T39  | CUT  | 2    | 70   | T9   | T12  |

| Torneo                | 1990 | 1991 | 1992 | 1993 | 1994 | 1995 | 1996 | 1997 | 1998 | 1999 |
| --------------------- | ---- | ---- | ---- | ---- | ---- | ---- | ---- | ---- | ---- | ---- |
| The Masters           | CUT  | CUT  | T6   | T31  | T18  | T3   | 2    | CUT  | CUT  | 3    |
| U.S. Open             | T5   | WD   | DNP  | CUT  | T6   | 2    | T10  | CUT  | DNP  | CUT  |
| The Open Championship | T6   | T9   | 18   | 1    | T11  | T15  | T7   | T36  | DNP  | 6    |
| Campeonato de la PGA  | T19  | T32  | T15  | 2    | T4   | T20  | T17  | T13  | DNP  | CUT  |

| Torneo                | 2000 | 2001 | 2002 | 2003 | 2004 | 2005 | 2006 | 2007 | 2008 |
| --------------------- | ---- | ---- | ---- | ---- | ---- | ---- | ---- | ---- | ---- |
| The Masters           | T11  | CUT  | T36  | DNP  | DNP  | DNP  | DNP  | DNP  | DNP  |
| U.S. Open             | CUT  | DNP  | T59  | DNP  | DNP  | DNP  | DNP  | DNP  | DNP  |
| The Open Championship | DNP  | DNP  | T18  | T18  | CUT  | T60  | DNP  | DNP  | T3   |
| Campeonato de la PGA  | CUT  | T29  | T53  | CUT  | DNP  | DNP  | DNP  | DNP  | DNP  |

DNP = No disputado

WD = Retirado

CUT = No pasó el corte

"T", posición

El color verde indica las victorias y el amarillo el top-10.

### Resumen
- Iniciados:  89
- Ganados:     2
- 2º puesto:   8
- Top 3:      14
- Top 5:      20
- Top 10:     30

## Victorias profesionales (87)

### Victorias en el PGA Tour (20)

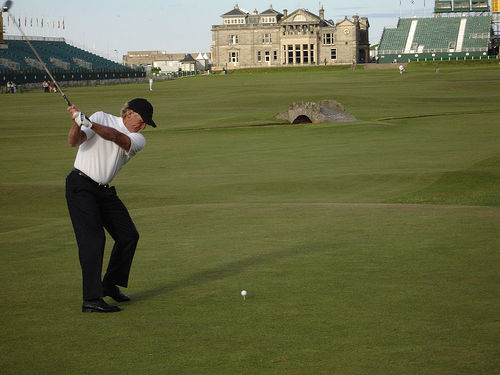
Hoyo 18 en St. Andrews en octubre de 2006.

- 1984 (2) Kemper Open, Canadian Open
- 1986 (3) Panasonic Las Vegas Invitational, Kemper Open, The Open Championship
- 1988 (1) Heritage
- 1989 (2) The International,  Greater Milwaukee Open
- 1990 (2) Doral-Ryder Open, Memorial Tournament
- 1992 (1) Canadian Open
- 1993 (2) Doral-Ryder Open, The Open Championship
- 1994 (1) The Players Championship
- 1995 (3) Memorial Tournament, Greater Hartford Open, World Series of Golf
- 1996 (1) Doral-Ryder Open
- 1997 (2) FedEx St. Jude Classic, World Series of Golf

### Victorias en el Tour europeo (14)
- 1977 (1) Martini International
- 1979 (1) Martini International
- 1980 (2) Paco Rabanne Open de France, Scandinavian Enterprise Open
- 1981 (2) Martini International, Dunlop Masters
- 1982 (3) Dunlop Masters, State Express English Classic, Benson & Hedges International Open
- 1986 (2) The Open Championship, Panasonic European Open
- 1988 (1) Lancia Italian Open
- 1993 (1) The Open Championship
- 1994 (1) Johnnie Walker Classic

### Victorias en Australia (33)
- 1976 (1) West Lakes Classic

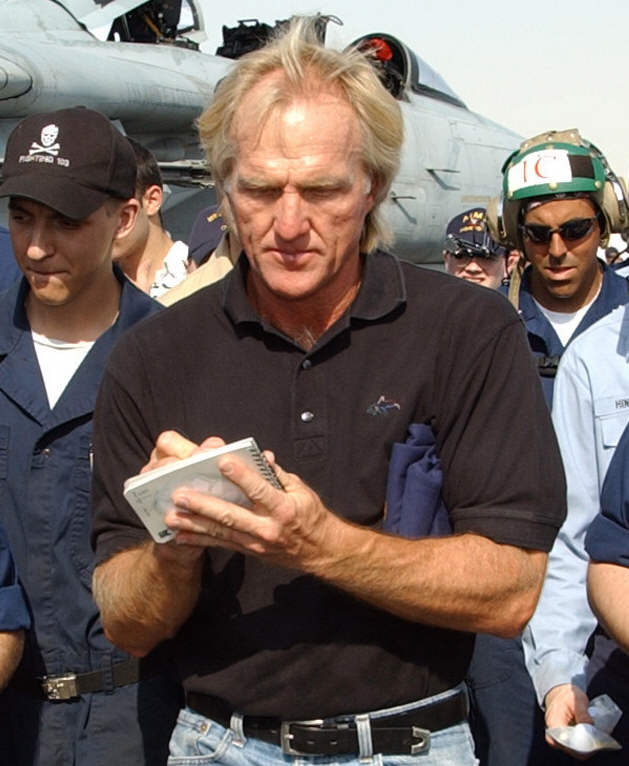
Norman firmando autógrafos el 11 de octubre de 2004.

- 1978 (4) New South Wales Open, Traralgon Classic, Caltex Festival of Sydney Open, South Seas Classic
- 1979 (1) Traralgon Classic
- 1980 (1) Australian Open
- 1981 (1) Australian Masters
- 1983 (3) Australian Masters, Stefan Queensland Open, National Panasonic New South Wales Open
- 1984 (3) Victorian Open, Australian Masters, Australian PGA Championship
- 1985 (2) Toshiba Australian PGA Championship, National Panasonic Australian Open
- 1986 (4) Stefan Queensland Open, National Panasonic New South Wales Open, West End Jubilee South Australian Open, National Panasonic Western Australian Open
- 1987 (2) Australian Masters, National Panasonic Australian Open
- 1988 (4) Palm Meadows Cup, ESP Open, PGA National Tournament Players Championship, Panasonic New South Wales Open
- 1989 (2) Australian Masters, PGA National Tournament Players Championship
- 1990 (1) Australian Masters
- 1995 (1) Australian Open
- 1996 (2) Ford South Australian Open, Australian Open
- 1998 (1) Greg Norman Holden International

### Otras victorias (22)
- 1977 Kuzuhz International (Japan)
- 1979 Hong Kong Open

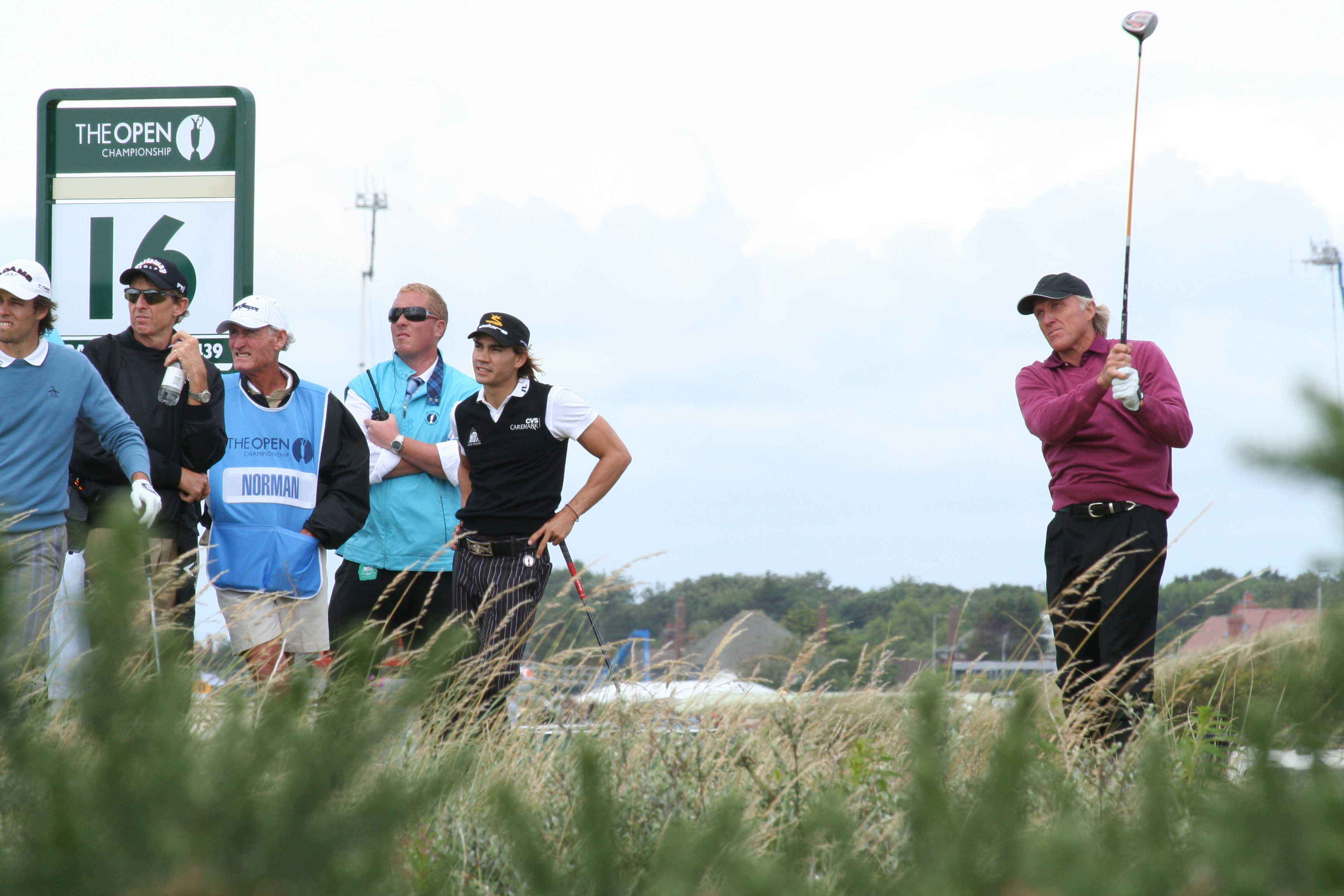
Norman en el Club de Golf Royal Birkdale durante el Open Championships de 2008.

- 1980 Suntory World Match Play Championship
- 1983 Hong Kong Open, Cannes Invitational, Suntory World Match Play Championship, Kapalua International
- 1985 Alfred Dunhill Cup
- 1986 Suntory World Match Play Championship, Alfred Dunhill Cup, PGA Grand Slam of Golf
- 1989 The Crowns
- 1993 Sumitomo VISA Taiheiyo Masters, PGA Grand Slam of Golf
- 1994 PGA Grand Slam of Golf, Wendy's 3-Tour Challenge
- 1995 Fred Meyer Challenge
- 1996 Fred Meyer Challenge
- 1997 Fred Meyer Challenge, Andersen Consulting World Championship of Golf
- 1998 Franklin Templeton Shark Shootout
- 2001 Skins Game

## Presencias con equipos
- Dunhill Cup (Australia): 1985 (ganadores), 1986 (ganadores), 1987, 1988, 1989, 1990, 1992, 1994, 1995, 1996
- Copa de Presidentes (equipo internacional): 1994 (retirado), 1996, 1998 (ganadores), 2000
- Hennessy Cognac Cup: 1982
- Nissan Cup: 1985, 1986
- Kirin Cup: 1987
- Four Tours: 1989